# Interlands Georgisch voetbalelftal 2020-2029
Deze pagina toont een chronologisch en gedetailleerd overzicht van de interlands die het Georgisch voetbalelftal speelt en heeft gespeeld in de periode 2020 – 2029. Georgië wist zich in deze periode voor het eerst te kwalificeren voor een eindtoernooi, het EK 2024.

## Interlands

### 2020
|                                                                                     |         |                     |         |                                                                               |
| 5 september UEFA Nations League Groep C2 № 242 «onderlinge duels» 19:00 uur (UTC+3) | Estland | 0 – 1               | Georgië | A. Le Coq Arena, Tallinn Toeschouwers: 0 Scheidsrechter: Donatas Rumšas (LTU) |
| 5 september UEFA Nations League Groep C2 № 242 «onderlinge duels» 19:00 uur (UTC+3) |         | 35' Nika Katsjarava |         | A. Le Coq Arena, Tallinn Toeschouwers: 0 Scheidsrechter: Donatas Rumšas (LTU) |

|                                                                                     |                                |       |                      |                                                                                                  |
| 8 september UEFA Nations League Groep C2 № 243 «onderlinge duels» 20:00 uur (UTC+4) | Georgië                        | 1 – 1 | Noord-Macedonië      | Boris Paitsjadzestadion, Tbilisi Toeschouwers: 0 Scheidsrechter: Peter Kjærsgaard-Andersen (DEN) |
| 8 september UEFA Nations League Groep C2 № 243 «onderlinge duels» 20:00 uur (UTC+4) | Tornike Okriasjvili 13' (pen.) |       | 33' Stefan Ristovski | Boris Paitsjadzestadion, Tbilisi Toeschouwers: 0 Scheidsrechter: Peter Kjærsgaard-Andersen (DEN) |

|                                                                               |                               |       |             |                                                                                     |
| 8 oktober EK-kwalificatie Play-off № 244 «onderlinge duels» 20:00 uur (UTC+4) | Georgië                       | 1 – 0 | Wit-Rusland | Boris Paitsjadzestadion, Tbilisi Toeschouwers: 0 Scheidsrechter: Cüneyt Çakır (TUR) |
| 8 oktober EK-kwalificatie Play-off № 244 «onderlinge duels» 20:00 uur (UTC+4) | Tornike Okriasjvili 7' (pen.) |       |             | Boris Paitsjadzestadion, Tbilisi Toeschouwers: 0 Scheidsrechter: Cüneyt Çakır (TUR) |

|                                                                                    |                                                   |       |                                             |                                                                              |
| 11 oktober UEFA Nations League Groep C2 № 245 «onderlinge duels» 18:00 uur (UTC+2) | Armenië                                           | 2 – 2 | Georgië                                     | Tychystadion, Tychy (Polen) Toeschouwers: 0 Scheidsrechter: Ivan Bebek (CRO) |
| 11 oktober UEFA Nations League Groep C2 № 245 «onderlinge duels» 18:00 uur (UTC+2) | Choren Bajramjan 6' Henrich Mchitarjan 89' (pen.) |       | 46' Nika Katsjarava 74' Tornike Okriasjvili | Tychystadion, Tychy (Polen) Toeschouwers: 0 Scheidsrechter: Ivan Bebek (CRO) |

|                                                                                    |                             |       |                            |                                                                                    |
| 14 oktober UEFA Nations League Groep C2 № 246 «onderlinge duels» 20:45 uur (UTC+2) | Noord-Macedonië             | 1 – 1 | Georgië                    | Toše Proeskiarena, Skopje Toeschouwers: 0 Scheidsrechter: Bartosz Frankowski (POL) |
| 14 oktober UEFA Nations League Groep C2 № 246 «onderlinge duels» 20:45 uur (UTC+2) | Ezgjan Alioski 90+3' (pen.) |       | 74' Chvitsja Kvaratschelia | Toše Proeskiarena, Skopje Toeschouwers: 0 Scheidsrechter: Bartosz Frankowski (POL) |

|                                                                                        |         |                  |                 |                                                                                       |
| 12 november EK-kwalificatie Finale play-off № 247 «onderlinge duels» 21:00 uur (UTC+4) | Georgië | 0 – 1            | Noord-Macedonië | Boris Paitsjadzestadion, Tbilisi Toeschouwers: 0 Scheidsrechter: Anthony Taylor (ENG) |
| 12 november EK-kwalificatie Finale play-off № 247 «onderlinge duels» 21:00 uur (UTC+4) |         | 56' Goran Pandev |                 | Boris Paitsjadzestadion, Tbilisi Toeschouwers: 0 Scheidsrechter: Anthony Taylor (ENG) |

|                                                                                     |                        |       |                                         |                                                                                    |
| 15 november UEFA Nations League Groep C2 № 248 «onderlinge duels» 21:00 uur (UTC+4) | Georgië                | 1 – 2 | Armenië                                 | Boris Paitsjadzestadion, Tbilisi Toeschouwers: 0 Scheidsrechter: Marco Guida (ITA) |
| 15 november UEFA Nations League Groep C2 № 248 «onderlinge duels» 21:00 uur (UTC+4) | Valeri Kazaisjvili 65' |       | 33' Gevorg Ghazarjan 86' Sargis Adamyan | Boris Paitsjadzestadion, Tbilisi Toeschouwers: 0 Scheidsrechter: Marco Guida (ITA) |

|                                                                                     |         |       |         |                                                                                     |
| 18 november UEFA Nations League Groep C2 № 249 «onderlinge duels» 21:00 uur (UTC+4) | Georgië | 0 – 0 | Estland | Boris Paitsjadzestadion, Tbilisi Toeschouwers: 0 Scheidsrechter: Irfan Peljto (BIH) |
| 18 november UEFA Nations League Groep C2 № 249 «onderlinge duels» 21:00 uur (UTC+4) |         |       |         | Boris Paitsjadzestadion, Tbilisi Toeschouwers: 0 Scheidsrechter: Irfan Peljto (BIH) |

### 2021
|                                                                             |                     |       |         |                                                                           |
| 25 maart WK-kwalificatie Groep B № 250 «onderlinge duels» 20:45 uur (UTC+1) | Zweden              | 1 – 0 | Georgië | Friends Arena, Solna Toeschouwers: 0 Scheidsrechter: Benoît Bastien (FRA) |
| 25 maart WK-kwalificatie Groep B № 250 «onderlinge duels» 20:45 uur (UTC+1) | Viktor Claesson 35' |       |         | Friends Arena, Solna Toeschouwers: 0 Scheidsrechter: Benoît Bastien (FRA) |

|                                                                             |                            |       |                                   |                                                                                           |
| 28 maart WK-kwalificatie Groep B № 251 «onderlinge duels» 20:00 uur (UTC+4) | Georgië                    | 1 – 2 | Spanje                            | Boris Paitsjadzestadion, Tbilisi Toeschouwers: 16.500 Scheidsrechter: Radu Petrescu (ROU) |
| 28 maart WK-kwalificatie Groep B № 251 «onderlinge duels» 20:00 uur (UTC+4) | Chvitsja Kvaratschelia 44' |       | 56' Ferran Torres 90+2' Dani Olmo | Boris Paitsjadzestadion, Tbilisi Toeschouwers: 16.500 Scheidsrechter: Radu Petrescu (ROU) |

|                                                                             |                           |       |                            |                                                                                    |
| 31 maart WK-kwalificatie Groep B № 252 «onderlinge duels» 21:45 uur (UTC+3) | Griekenland               | 1 – 1 | Georgië                    | Toumbastadion, Thessaloniki Toeschouwers: 0 Scheidsrechter: Szymon Marciniak (POL) |
| 31 maart WK-kwalificatie Groep B № 252 «onderlinge duels» 21:45 uur (UTC+3) | Otar Kakabadze 76' (e.d.) |       | 78' Chvitsja Kvaratschelia | Toumbastadion, Thessaloniki Toeschouwers: 0 Scheidsrechter: Szymon Marciniak (POL) |

|                                                                     |                 |       |                                                |                                                                                              |
| 2 juni Vriendschappelijk № 253 «onderlinge duels» 21:45 uur (UTC+3) | Roemenië        | 1 – 2 | Georgië                                        | Ilie Oanăstadion, Ploiești Toeschouwers: 1.000 Scheidsrechter: Anastasios Sidiropoulos (GRE) |
| 2 juni Vriendschappelijk № 253 «onderlinge duels» 21:45 uur (UTC+3) | Andrei Ivan 78' |       | 61' Georges Mikautadze 71' Giorgi Aboerdzjania | Ilie Oanăstadion, Ploiești Toeschouwers: 1.000 Scheidsrechter: Anastasios Sidiropoulos (GRE) |

|                                                                     |                                                                 |       |         | |
| 6 juni Vriendschappelijk № 254 «onderlinge duels» 18:00 uur (UTC+2) | Nederland                                                       | 3 – 0 | Georgië | De Grolsch Veste, Enschede Toeschouwers: 7.500 Scheidsrechter: Erik Lambrechts (BEL) Video-assistent: Jonathan Lardot (BEL) |
| 6 juni Vriendschappelijk № 254 «onderlinge duels» 18:00 uur (UTC+2) | Memphis Depay 10' (pen.) Wout Weghorst 55' Ryan Gravenberch 76' |       |         | De Grolsch Veste, Enschede Toeschouwers: 7.500 Scheidsrechter: Erik Lambrechts (BEL) Video-assistent: Jonathan Lardot (BEL) |

|                                                                                |         |                  |        | |
| 2 september WK-kwalificatie Groep B № 255 «onderlinge duels» 20:00 uur (UTC+4) | Georgië | 0 – 1            | Kosovo | Batoemistadion, Batoemi Toeschouwers: 122 Scheidsrechter: Mykola Balakin (UKR) Video-assistent: Jevhen Aranovsky (UKR) |
| 2 september WK-kwalificatie Groep B № 255 «onderlinge duels» 20:00 uur (UTC+4) |         | 18' Vedat Muriqi |        | Batoemistadion, Batoemi Toeschouwers: 122 Scheidsrechter: Mykola Balakin (UKR) Video-assistent: Jevhen Aranovsky (UKR) |

|                                                                                |                                                                    |       |         | |
| 5 september WK-kwalificatie Groep B № 256 «onderlinge duels» 20:45 uur (UTC+2) | Spanje                                                             | 4 – 0 | Georgië | Estadio Nuevo Vivero, Badajoz Toeschouwers: 8.444 Scheidsrechter: Tiago Martins (POR) Video-assistent: Luís Godinho (POR) |
| 5 september WK-kwalificatie Groep B № 256 «onderlinge duels» 20:45 uur (UTC+2) | José Gayà 14' Carlos Soler 25' Ferran Torres 41' Pablo Sarabia 63' |       |         | Estadio Nuevo Vivero, Badajoz Toeschouwers: 8.444 Scheidsrechter: Tiago Martins (POR) Video-assistent: Luís Godinho (POR) |

|                                                                          |                                                                               |       |                          |                                                                                               |
| 8 september Vriendschappelijk № 257 «onderlinge duels» 19:30 uur (UTC+3) | Bulgarije                                                                     | 4 – 1 | Georgië                  | Vasil Levski Nationaal Stadion, Sofia Toeschouwers: 504 Scheidsrechter: Igor Stojčevski (MKD) |
| 8 september Vriendschappelijk № 257 «onderlinge duels» 19:30 uur (UTC+3) | Todor Nedelev 20' Dimitar Iliev 34' (pen.) Spas Delev 44' Andrea Christov 53' |       | 77' Zoeriko Davitasjvili | Vasil Levski Nationaal Stadion, Sofia Toeschouwers: 504 Scheidsrechter: Igor Stojčevski (MKD) |

|                                                                              |         |                                                       |             | |
| 9 oktober WK-kwalificatie Groep B № 258 «onderlinge duels» 20:00 uur (UTC+4) | Georgië | 0 – 2                                                 | Griekenland | Batoemistadion, Batoemi Toeschouwers: 0 Scheidsrechter: Donatas Rumšas (LTU) Video-assistent: Jochem Kamphuis (NED) |
| 9 oktober WK-kwalificatie Groep B № 258 «onderlinge duels» 20:00 uur (UTC+4) |         | 90' (pen.) Anastasios Bakasetas 90+5' Dimitris Pelkas |             | Batoemistadion, Batoemi Toeschouwers: 0 Scheidsrechter: Donatas Rumšas (LTU) Video-assistent: Jochem Kamphuis (NED) |

|                                                                               |                         |       |                                                  | |
| 12 oktober WK-kwalificatie Groep B № 259 «onderlinge duels» 20:45 uur (UTC+2) | Kosovo                  | 1 – 2 | Georgië                                          | Fadil Vokrristadion, Pristina Toeschouwers: 3.550 Scheidsrechter: Paweł Raczkowski (POL) Video-assistent: Tomasz Kwiatkowski (POL) |
| 12 oktober WK-kwalificatie Groep B № 259 «onderlinge duels» 20:45 uur (UTC+2) | Vedat Muriqi 45' (pen.) |       | 11' Tornike Okriasjvili 82' Zoeriko Davitasjvili | Fadil Vokrristadion, Pristina Toeschouwers: 3.550 Scheidsrechter: Paweł Raczkowski (POL) Video-assistent: Tomasz Kwiatkowski (POL) |

|                                                                                |                                                       |       |        | |
| 11 november WK-kwalificatie Groep B № 260 «onderlinge duels» 21:00 uur (UTC+4) | Georgië                                               | 2 – 0 | Zweden | Batoemistadion, Batoemi Toeschouwers: 6.800 Scheidsrechter: Serdar Gözübüyük (NED) Video-assistent: Jochem Kamphuis (NED) |
| 11 november WK-kwalificatie Groep B № 260 «onderlinge duels» 21:00 uur (UTC+4) | Chvitsja Kvaratschelia 61' Chvitsja Kvaratschelia 77' |       |        | Batoemistadion, Batoemi Toeschouwers: 6.800 Scheidsrechter: Serdar Gözübüyük (NED) Video-assistent: Jochem Kamphuis (NED) |

|                                                                          |                   |       |             |                                                                                             |
| 15 november Vriendschappelijk № 261 «onderlinge duels» 18:00 uur (UTC+4) | Georgië           | 1 – 0 | Oezbekistan | Tengiz Boerdzjanadzestadion, Gori Toeschouwers: 1.300 Scheidsrechter: Vitalij Romanov (UKR) |
| 15 november Vriendschappelijk № 261 «onderlinge duels» 18:00 uur (UTC+4) | Davit Volkovi 41' |       |             | Tengiz Boerdzjanadzestadion, Gori Toeschouwers: 1.300 Scheidsrechter: Vitalij Romanov (UKR) |

### 2022
|                                                                       |                       |                       |         |                                                                                   |
| 25 maart Vriendschappelijk № 262 «onderlinge duels» 20:45 uur (UTC+1) | Bosnië en Herzegovina | 0 – 1                 | Georgië | Bilino Polje, Zenica Toeschouwers: 1.500 Scheidsrechter: Aleksandar Stavrev (MKD) |
| 25 maart Vriendschappelijk № 262 «onderlinge duels» 20:45 uur (UTC+1) |                       | 49' Boedoe Zivzivadze |         | Bilino Polje, Zenica Toeschouwers: 1.500 Scheidsrechter: Aleksandar Stavrev (MKD) |

|                                                                       |         |       |         |                                                                                      |
| 29 maart Vriendschappelijk № 263 «onderlinge duels» 18:00 uur (UTC+2) | Albanië | 0 – 0 | Georgië | Air Albaniastadion, Tirana Toeschouwers: onb. Scheidsrechter: Nikola Dabanović (MNE) |
| 29 maart Vriendschappelijk № 263 «onderlinge duels» 18:00 uur (UTC+2) |         |       |         | Air Albaniastadion, Tirana Toeschouwers: onb. Scheidsrechter: Nikola Dabanović (MNE) |

|                                                                                |                                                                                            |       |           | |
| 2 juni UEFA Nations League Groep C4 № 264 «onderlinge duels» 20:00 uur (UTC+4) | Georgië                                                                                    | 4 – 0 | Gibraltar | Boris Paitsjadzestadion, Tbilisi Toeschouwers: 43.412 Scheidsrechter: Morten Krogh (DEN) Video-assistent: Peter Bankes (ENG) |
| 2 juni UEFA Nations League Groep C4 № 264 «onderlinge duels» 20:00 uur (UTC+4) | Chvitsja Kvaratschelia 12' Goeram Kasjia 33' Georges Mikautadze 87' Valeri Kazaisjvili 88' |       |           | Boris Paitsjadzestadion, Tbilisi Toeschouwers: 43.412 Scheidsrechter: Morten Krogh (DEN) Video-assistent: Peter Bankes (ENG) |

|                                                                                |                                      |       | | |
| 5 juni UEFA Nations League Groep C4 № 265 «onderlinge duels» 21:45 uur (UTC+3) | Bulgarije                            | 2 – 5 | Georgië | Loedogorets Arena, Razgrad Toeschouwers: 3.600 Scheidsrechter: Fabio Maresca (ITA) Video-assistent: Luca Pairetto (ITA) |
| 5 juni UEFA Nations League Groep C4 № 265 «onderlinge duels» 21:45 uur (UTC+3) | Atanas Iliev 50' Ilijan Stefanov 83' |       | 4' Zoeriko Davitasjvili 31' (e.d.) Andrea Christov 52' Boedoe Zivzivadze 58' (pen.) Chvitsja Kvaratschelia 70' Valeri Kazaisjvili | Loedogorets Arena, Razgrad Toeschouwers: 3.600 Scheidsrechter: Fabio Maresca (ITA) Video-assistent: Luca Pairetto (ITA) |

|                                                                                |                 |                                                                       |         | |
| 9 juni UEFA Nations League Groep C4 № 266 «onderlinge duels» 20:45 uur (UTC+2) | Noord-Macedonië | 0 – 3                                                                 | Georgië | Toše Proeskiarena, Skopje Toeschouwers: 10.775 Scheidsrechter: Roi Reinshreiber (ISR) Video-assistent: David Fuxman (ISR) |
| 9 juni UEFA Nations League Groep C4 № 266 «onderlinge duels» 20:45 uur (UTC+2) |                 | 52' Boedoe Zivzivadze 62' Chvitsja Kvaratschelia 84' Otar Kiteisjvili |         | Toše Proeskiarena, Skopje Toeschouwers: 10.775 Scheidsrechter: Roi Reinshreiber (ISR) Video-assistent: David Fuxman (ISR) |

|                                                                                 |         |       |           | |
| 12 juni UEFA Nations League Groep C4 № 267 «onderlinge duels» 20:00 uur (UTC+4) | Georgië | 0 – 0 | Bulgarije | Boris Paitsjadzestadion, Tbilisi Toeschouwers: 54.200 Scheidsrechter: Espen Eskås (NOR) Video-assistent: Sören Storks (GER) |
| 12 juni UEFA Nations League Groep C4 № 267 «onderlinge duels» 20:00 uur (UTC+4) |         |       |           | Boris Paitsjadzestadion, Tbilisi Toeschouwers: 54.200 Scheidsrechter: Espen Eskås (NOR) Video-assistent: Sören Storks (GER) |

|                                                                                      |                                                     |       |                 | |
| 23 september UEFA Nations League Groep C4 № 268 «onderlinge duels» 20:00 uur (UTC+4) | Georgië                                             | 2 – 0 | Noord-Macedonië | Boris Paitsjadzestadion, Tbilisi Toeschouwers: 54.200 Scheidsrechter: Ivan Kružliak (SVK) Video-assistent: Paolo Valeri (ITA) |
| 23 september UEFA Nations League Groep C4 № 268 «onderlinge duels» 20:00 uur (UTC+4) | Bojan Miovski 35' (e.d.) Chvitsja Kvaratschelia 64' |       |                 | Boris Paitsjadzestadion, Tbilisi Toeschouwers: 54.200 Scheidsrechter: Ivan Kružliak (SVK) Video-assistent: Paolo Valeri (ITA) |

|                                                                                      |                    |       |                                                           | |
| 26 september UEFA Nations League Groep C4 № 269 «onderlinge duels» 20:45 uur (UTC+2) | Gibraltar          | 1 – 2 | Georgië                                                   | Victoriastadion, Gibraltar Toeschouwers: 1.199 Scheidsrechter: Robert Harvey (IRL) Video-assistent: David Coote (ENG) |
| 26 september UEFA Nations League Groep C4 № 269 «onderlinge duels» 20:45 uur (UTC+2) | Louie Annesley 75' |       | 19' (pen.) Chvitsja Kvaratschelia 49' Giorgi Tsitaisjvili | Victoriastadion, Gibraltar Toeschouwers: 1.199 Scheidsrechter: Robert Harvey (IRL) Video-assistent: David Coote (ENG) |

|                                                                          |                                                                 |       |         |                                                                                  |
| 17 november Vriendschappelijk № 270 «onderlinge duels» 20:00 uur (UTC+4) | Marokko                                                         | 3 – 0 | Georgië | Sharjahstadion, Sharjah Toeschouwers: 10.000 Scheidsrechter: Adel Al Naqbi (VAE) |
| 17 november Vriendschappelijk № 270 «onderlinge duels» 20:00 uur (UTC+4) | Youssef En-Nesyri 5' Hakim Ziyech 29' Sofiane Boufal 72' (pen.) |       |         | Sharjahstadion, Sharjah Toeschouwers: 10.000 Scheidsrechter: Adel Al Naqbi (VAE) |

### 2023
|                                                                       | |       |                        |                                                                                       |
| 25 maart Vriendschappelijk № 271 «onderlinge duels» 18:00 uur (UTC+4) | Georgië | 6 – 1 | Mongolië               | Batoemistadion, Batoemi Toeschouwers: 12.685 Scheidsrechter: Zaven Hovhannisyan (ARM) |
| 25 maart Vriendschappelijk № 271 «onderlinge duels» 18:00 uur (UTC+4) | Davit Volkovi 15' Giorgi Tsjakvetadze 56' Giorgi Tsjakvetadze 58' Saba Lobzjanidze 70' Giorgi Beridze 88' Boedoe Zivzivadze 90+1' |       | 31' Baljinnyam Batbold | Batoemistadion, Batoemi Toeschouwers: 12.685 Scheidsrechter: Zaven Hovhannisyan (ARM) |

|                                                                             |                        |       |                       | |
| 28 maart EK-kwalificatie Groep A № 272 «onderlinge duels» 20:00 uur (UTC+4) | Georgië                | 1 – 1 | Noorwegen             | Batoemistadion, Batoemi Toeschouwers: 20.300 Scheidsrechter: Andris Treimanis (LVA) Video-assistent: Stuart Attwell (ENG) |
| 28 maart EK-kwalificatie Groep A № 272 «onderlinge duels» 20:00 uur (UTC+4) | Georges Mikautadze 61' |       | 15' Alexander Sørloth | Batoemistadion, Batoemi Toeschouwers: 20.300 Scheidsrechter: Andris Treimanis (LVA) Video-assistent: Stuart Attwell (ENG) |

|                                                                            |                           |       |                                                 | |
| 17 juni EK-kwalificatie Groep A № 273 «onderlinge duels» 21:45 uur (UTC+3) | Cyprus                    | 1 – 2 | Georgië                                         | AEK Arena - Georgios Karapatakis, Larnaca Toeschouwers: 3.763 Scheidsrechter: Fábio Veríssimo (POR) Video-assistent: Tiago Martins (POR) |
| 17 juni EK-kwalificatie Groep A № 273 «onderlinge duels» 21:45 uur (UTC+3) | Ioannis Pittas 40' (pen.) |       | 31' Georges Mikautadze 84' Zoeriko Davitasjvili | AEK Arena - Georgios Karapatakis, Larnaca Toeschouwers: 3.763 Scheidsrechter: Fábio Veríssimo (POR) Video-assistent: Tiago Martins (POR) |

|                                                                            |                                        |       |         | |
| 20 juni EK-kwalificatie Groep A № 274 «onderlinge duels» 19:45 uur (UTC+1) | Schotland                              | 2 – 0 | Georgië | Hampden Park, Glasgow Toeschouwers: 50.062 Scheidsrechter: István Vad (HUN) Video-assistent: Bartosz Frankowski (POL) |
| 20 juni EK-kwalificatie Groep A № 274 «onderlinge duels» 19:45 uur (UTC+1) | Callum McGregor 6' Scott McTominay 47' |       |         | Hampden Park, Glasgow Toeschouwers: 50.062 Scheidsrechter: István Vad (HUN) Video-assistent: Bartosz Frankowski (POL) |

|                                                                                |                         |       | | |
| 8 september EK-kwalificatie Groep A № 275 «onderlinge duels» 20:00 uur (UTC+4) | Georgië                 | 1 – 7 | Spanje | Boris Paitsjadzestadion, Tbilisi Toeschouwers: 51.694 Scheidsrechter: Daniel Siebert (GER) Video-assistent: Marco Fritz (GER) |
| 8 september EK-kwalificatie Groep A № 275 «onderlinge duels» 20:00 uur (UTC+4) | Giorgi Tsjakvetadze 49' |       | 22' Álvaro Morata 27' (e.d.) Solomon Kvirkvelia 38' Dani Olmo 40' Álvaro Morata 66' Álvaro Morata 68' Nico Williams 74' Lamine Yamal | Boris Paitsjadzestadion, Tbilisi Toeschouwers: 51.694 Scheidsrechter: Daniel Siebert (GER) Video-assistent: Marco Fritz (GER) |

|                                                                                 |                                              |       |                         | |
| 12 september EK-kwalificatie Groep A № 276 «onderlinge duels» 20:45 uur (UTC+2) | Noorwegen                                    | 2 – 1 | Georgië                 | Ullevaalstadion, Oslo Toeschouwers: 23.665 Scheidsrechter: Nikola Dabanović (MNE) Video-assistent: Nejc Kajtazović (SVN) |
| 12 september EK-kwalificatie Groep A № 276 «onderlinge duels» 20:45 uur (UTC+2) | Erling Braut Haaland 25' Martin Ødegaard 33' |       | 90+1' Boedoe Zivzivadze | Ullevaalstadion, Oslo Toeschouwers: 23.665 Scheidsrechter: Nikola Dabanović (MNE) Video-assistent: Nejc Kajtazović (SVN) |

|                                                                         | |       |          |                                                                                      |
| 12 oktober Vriendschappelijk № 277 «onderlinge duels» 20:00 uur (UTC+4) | Georgië | 8 – 0 | Thailand | Micheil Meschistadion, Tbilisi Toeschouwers: 9.274 Scheidsrechter: Rohit Saggi (NOR) |
| 12 oktober Vriendschappelijk № 277 «onderlinge duels» 20:00 uur (UTC+4) | Zoeriko Davitasjvili 9' Loeka Lotsjosjvili 12' Georges Mikautadze 24' Georges Mikautadze 37' Georges Mikautadze 41' Zoeriko Davitasjvili 44' Georges Mikautadze 56' (pen.) Chvitsja Kvaratschelia 66' |       |          | Micheil Meschistadion, Tbilisi Toeschouwers: 9.274 Scheidsrechter: Rohit Saggi (NOR) |

|                                                                               | |       |        | |
| 15 oktober EK-kwalificatie Groep A № 278 «onderlinge duels» 17:00 uur (UTC+4) | Georgië                                                                                             | 4 – 0 | Cyprus | Micheil Meschistadion, Tbilisi Toeschouwers: 15.781 Scheidsrechter: Robert Jones (ENG) Video-assistent: David Coote (ENG) |
| 15 oktober EK-kwalificatie Groep A № 278 «onderlinge duels» 17:00 uur (UTC+4) | Otar Kiteisjvili 46' Chvitsja Kvaratschelia 58' Levan Sjengelia 82' Georges Mikautadze 90+5' (pen.) |       |        | Micheil Meschistadion, Tbilisi Toeschouwers: 15.781 Scheidsrechter: Robert Jones (ENG) Video-assistent: David Coote (ENG) |

|                                                                                |                                                       |       |                                              | |
| 16 november EK-kwalificatie Groep A № 279 «onderlinge duels» 21:00 uur (UTC+4) | Georgië                                               | 2 – 2 | Schotland                                    | Boris Paitsjadzestadion, Tbilisi Toeschouwers: 44.595 Scheidsrechter: Aleksandar Stavrev (MKD) Video-assistent: Fran Jović (CRO) |
| 16 november EK-kwalificatie Groep A № 279 «onderlinge duels» 21:00 uur (UTC+4) | Chvitsja Kvaratschelia 15' Chvitsja Kvaratschelia 57' |       | 49' Scott McTominay 90+3' Lawrence Shankland | Boris Paitsjadzestadion, Tbilisi Toeschouwers: 44.595 Scheidsrechter: Aleksandar Stavrev (MKD) Video-assistent: Fran Jović (CRO) |

|                                                                                |                                                                     |       |                            | |
| 19 november EK-kwalificatie Groep A № 280 «onderlinge duels» 20:45 uur (UTC+1) | Spanje                                                              | 3 – 1 | Georgië                    | Estadio José Zorrilla, Valladolid Toeschouwers: 24.146 Scheidsrechter: Ovidiu Haţegan (ROU) Video-assistent: Cătălin Popa (ROU) |
| 19 november EK-kwalificatie Groep A № 280 «onderlinge duels» 20:45 uur (UTC+1) | Robin Le Normand 4' Ferran Torres 55' Loeka Lotsjosjvili 72' (e.d.) |       | 10' Chvitsja Kvaratschelia | Estadio José Zorrilla, Valladolid Toeschouwers: 24.146 Scheidsrechter: Ovidiu Haţegan (ROU) Video-assistent: Cătălin Popa (ROU) |

### 2024
|                                                                              |                                             |       |           | |
| 21 maart EK-kwalificatie Play-off № 281 «onderlinge duels» 21:00 uur (UTC+4) | Georgië                                     | 2 – 0 | Luxemburg | Boris Paitsjadzestadion, Tbilisi Toeschouwers: 51.404 Scheidsrechter: José María Sánchez Martínez (ESP) Video-assistent: Juan Martínez Munuera (ESP) |
| 21 maart EK-kwalificatie Play-off № 281 «onderlinge duels» 21:00 uur (UTC+4) | Boedoe Zivzivadze 40' Boedoe Zivzivadze 63' |       |           | Boris Paitsjadzestadion, Tbilisi Toeschouwers: 51.404 Scheidsrechter: José María Sánchez Martínez (ESP) Video-assistent: Juan Martínez Munuera (ESP) |

|                                                                              |                                                                                            |              |                                                                                | |
| 26 maart EK-kwalificatie Play-off № 282 «onderlinge duels» 21:00 uur (UTC+4) | Georgië                                                                                    | 0 – 0 (n.v.) | Griekenland                                                                    | Boris Paitsjadzestadion, Tbilisi Toeschouwers: 44.000 Scheidsrechter: Szymon Marciniak (POL) Video-assistent: Tomasz Kwiatkowski (POL) |
| 26 maart EK-kwalificatie Play-off № 282 «onderlinge duels» 21:00 uur (UTC+4) |                                                                                            |              |                                                                                | Boris Paitsjadzestadion, Tbilisi Toeschouwers: 44.000 Scheidsrechter: Szymon Marciniak (POL) Video-assistent: Tomasz Kwiatkowski (POL) |
| 26 maart EK-kwalificatie Play-off № 282 «onderlinge duels» 21:00 uur (UTC+4) | Strafschoppen                                                                              |              |                                                                                | Boris Paitsjadzestadion, Tbilisi Toeschouwers: 44.000 Scheidsrechter: Szymon Marciniak (POL) Video-assistent: Tomasz Kwiatkowski (POL) |
| 26 maart EK-kwalificatie Play-off № 282 «onderlinge duels» 21:00 uur (UTC+4) | Giorgi Kotsjorasjvili Zoeriko Davitasjvili Georges Mikautadze Lasja Dvali Nika Kvekveskiri | 4 – 2        | Anastasios Bakasetas Georgios Masouras Andreas Bouchalakis Giorgos Giakoumakis | Boris Paitsjadzestadion, Tbilisi Toeschouwers: 44.000 Scheidsrechter: Szymon Marciniak (POL) Video-assistent: Tomasz Kwiatkowski (POL) |

|                                                                     |                    |       |                                                                   |                                                                                            |
| 9 juni Vriendschappelijk № 283 «onderlinge duels» 20:45 uur (UTC+2) | Montenegro         | 1 – 3 | Georgië                                                           | Pod Goricomstadion, Podgorica Toeschouwers: 2.942 Scheidsrechter: Aleksandar Stavrev (MKD) |
| 9 juni Vriendschappelijk № 283 «onderlinge duels» 20:45 uur (UTC+2) | Stevan Jovetić 66' |       | 10' Otar Kiteisjvili 33' Georges Mikautadze 84' Boedoe Zivzivadze | Pod Goricomstadion, Podgorica Toeschouwers: 2.942 Scheidsrechter: Aleksandar Stavrev (MKD) |

| EK 2024 |
| ------- |

|                                                                         |                                                       |       |                        | |
| 18 juni EK-eindronde Groep F № 284 «onderlinge duels» 18:00 uur (UTC+2) | Turkije                                               | 3 – 1 | Georgië                | Signal Iduna Park, Dortmund Toeschouwers: 59.127 Scheidsrechter: Facundo Tello (ARG) Video-assistent: Alejandro Hernández (ESP) |
| 18 juni EK-eindronde Groep F № 284 «onderlinge duels» 18:00 uur (UTC+2) | Mert Müldür 25' Arda Güler 65' Kerem Aktürkoğlu 90+7' |       | 32' Georges Mikautadze | Signal Iduna Park, Dortmund Toeschouwers: 59.127 Scheidsrechter: Facundo Tello (ARG) Video-assistent: Alejandro Hernández (ESP) |

|                                                                         |                                 |       |                   | |
| 22 juni EK-eindronde Groep F № 285 «onderlinge duels» 15:00 uur (UTC+2) | Georgië                         | 1 – 1 | Tsjechië          | Volksparkstadion, Hamburg Toeschouwers: 46.524 Scheidsrechter: Daniel Siebert (GER) Video-assistent: Marco Fritz (GER) |
| 22 juni EK-eindronde Groep F № 285 «onderlinge duels» 15:00 uur (UTC+2) | Georges Mikautadze 45+4' (pen.) |       | 59' Patrik Schick | Volksparkstadion, Hamburg Toeschouwers: 46.524 Scheidsrechter: Daniel Siebert (GER) Video-assistent: Marco Fritz (GER) |

|                                                                         |                                                         |       |          | |
| 26 juni EK-eindronde Groep F № 286 «onderlinge duels» 21:00 uur (UTC+2) | Georgië                                                 | 2 – 0 | Portugal | Veltins-Arena, Gelsenkirchen Toeschouwers: 49.616 Scheidsrechter: Sandro Schärer (SUI) Video-assistent: Fedayi San (SUI) |
| 26 juni EK-eindronde Groep F № 286 «onderlinge duels» 21:00 uur (UTC+2) | Chvitsja Kvaratschelia 2' Georges Mikautadze 57' (pen.) |       |          | Veltins-Arena, Gelsenkirchen Toeschouwers: 49.616 Scheidsrechter: Sandro Schärer (SUI) Video-assistent: Fedayi San (SUI) |

|                                                                                |                                                           |       |                             | |
| 30 juni EK-eindronde Achtste finale № 287 «onderlinge duels» 21:00 uur (UTC+2) | Spanje                                                    | 4 – 1 | Georgië                     | RheinEnergieStadion, Keulen Toeschouwers: 42.233 Scheidsrechter: François Letexier (FRA) Video-assistent: Jérôme Brisard (FRA) |
| 30 juni EK-eindronde Achtste finale № 287 «onderlinge duels» 21:00 uur (UTC+2) | Rodri 39' Fabián Ruiz 51' Nico Williams 75' Dani Olmo 83' |       | 18' (e.d.) Robin Le Normand | RheinEnergieStadion, Keulen Toeschouwers: 42.233 Scheidsrechter: François Letexier (FRA) Video-assistent: Jérôme Brisard (FRA) |

|  |  |  |  |  |  |  |  |  |

|                                                                                     | |       |                   | |
| 7 september UEFA Nations League Groep B1 № 288 «onderlinge duels» 20:00 uur (UTC+4) | Georgië | 4 – 1 | Tsjechië          | Micheil Meschistadion, Tbilisi Toeschouwers: 20.401 Scheidsrechter: Orel Grinfeeld (ISR) Video-assistent: Ziv Adler (ISR) |
| 7 september UEFA Nations League Groep B1 № 288 «onderlinge duels» 20:00 uur (UTC+4) | Chvitsja Kvaratschelia 33' (pen.) Giorgi Tsjakvetadze 53' Georges Mikautadze 63' Giorgi Kotsjorasjvili 66' |       | 80' Lukáš Kalvach | Micheil Meschistadion, Tbilisi Toeschouwers: 20.401 Scheidsrechter: Orel Grinfeeld (ISR) Video-assistent: Ziv Adler (ISR) |

|                                                                                      |         |                           |         | |
| 10 september UEFA Nations League Groep B1 № 289 «onderlinge duels» 20:45 uur (UTC+2) | Albanië | 0 – 1                     | Georgië | Air Albaniastadion, Tirana Toeschouwers: 20.400 Scheidsrechter: Erik Lambrechts (BEL) Video-assistent: Bram Van Driessche (BEL) |
| 10 september UEFA Nations League Groep B1 № 289 «onderlinge duels» 20:45 uur (UTC+2) |         | 71' Giorgi Kotsjorasjvili |         | Air Albaniastadion, Tirana Toeschouwers: 20.400 Scheidsrechter: Erik Lambrechts (BEL) Video-assistent: Bram Van Driessche (BEL) |

|                                                                                    |                      |       |         | |
| 11 oktober UEFA Nations League Groep B1 № 290 «onderlinge duels» 20:45 uur (UTC+2) | Oekraïne             | 1 – 0 | Georgië | Stadion Miejski, Poznań (Polen) Toeschouwers: 21.700 Scheidsrechter: Julian Weinberger (AUT) Video-assistent: Alan Kijas (AUT) |
| 11 oktober UEFA Nations League Groep B1 № 290 «onderlinge duels» 20:45 uur (UTC+2) | Mychajlo Moedryk 35' |       |         | Stadion Miejski, Poznań (Polen) Toeschouwers: 21.700 Scheidsrechter: Julian Weinberger (AUT) Video-assistent: Alan Kijas (AUT) |

|                                                                                    |         |                      |         | |
| 14 oktober UEFA Nations League Groep B1 № 291 «onderlinge duels» 20:00 uur (UTC+4) | Georgië | 0 – 1                | Albanië | Batoemistadion, Batoemi Toeschouwers: 19.981 Scheidsrechter: Danny Makkelie (NED) Video-assistent: Rob Dieperink (NED) |
| 14 oktober UEFA Nations League Groep B1 № 291 «onderlinge duels» 20:00 uur (UTC+4) |         | 48' Kristjan Asllani |         | Batoemistadion, Batoemi Toeschouwers: 19.981 Scheidsrechter: Danny Makkelie (NED) Video-assistent: Rob Dieperink (NED) |

|                                                                                     |                        |       |                              | |
| 16 november UEFA Nations League Groep B1 № 292 «onderlinge duels» 21:00 uur (UTC+4) | Georgië                | 1 – 1 | Oekraïne                     | Batoemistadion, Batoemi Toeschouwers: 19.120 Scheidsrechter: Chris Kavanagh (ENG) Video-assistent: Michael Salisbury (ENG) |
| 16 november UEFA Nations League Groep B1 № 292 «onderlinge duels» 21:00 uur (UTC+4) | Georges Mikautadze 76' |       | 7' (e.d.) Solomon Kverkvelia | Batoemistadion, Batoemi Toeschouwers: 19.120 Scheidsrechter: Chris Kavanagh (ENG) Video-assistent: Michael Salisbury (ENG) |

|                                                                                     |                               |       |                        | |
| 19 november UEFA Nations League Groep B1 № 293 «onderlinge duels» 20:45 uur (UTC+1) | Tsjechië                      | 2 – 1 | Georgië                | Andrův stadion, Olomouc Toeschouwers: 12.221 Scheidsrechter: Anastasios Papapetrou (GRE) Video-assistent: Angelos Evangelou (GRE) |
| 19 november UEFA Nations League Groep B1 № 293 «onderlinge duels» 20:45 uur (UTC+1) | Pavel Šulc 3' Adam Hložek 24' |       | 60' Georges Mikautadze | Andrův stadion, Olomouc Toeschouwers: 12.221 Scheidsrechter: Anastasios Papapetrou (GRE) Video-assistent: Angelos Evangelou (GRE) |

### 2025
|                                                                                   |         |                                                                         |         | |
| 20 maart UEFA Nations League Play-offs № 294 «onderlinge duels» 21:00 uur (UTC+4) | Armenië | 0 – 3                                                                   | Georgië | Republikeins Stadion Vazgen Sargsian, Jerevan Toeschouwers: 14.414 Scheidsrechter: Radu Petrescu (ROU) Video-assistent: Aleandro Di Paolo (ITA) |
| 20 maart UEFA Nations League Play-offs № 294 «onderlinge duels» 21:00 uur (UTC+4) |         | 33' Giorgi Kotsjorasjvili 37' Georges Mikautadze 59' Georges Mikautadze |         | Republikeins Stadion Vazgen Sargsian, Jerevan Toeschouwers: 14.414 Scheidsrechter: Radu Petrescu (ROU) Video-assistent: Aleandro Di Paolo (ITA) |

|                                                                                   | |       |                    | |
| 23 maart UEFA Nations League Play-offs № 295 «onderlinge duels» 18:00 uur (UTC+4) | Georgië | 6 – 1 | Armenië            | Boris Paitsjadzestadion, Tbilisi Toeschouwers: 47.903 Scheidsrechter: Anthony Taylor (ENG) Video-assistent: Darren England (ENG) |
| 23 maart UEFA Nations League Play-offs № 295 «onderlinge duels» 18:00 uur (UTC+4) | Varazdat Harojan 4' (e.d.) Georges Mikautadze 14' Giorgi Tsjakvetadze 23' Otar Kiteisjvili 27' Georges Mikautadze 35' Chvitsja Kvaratschelia 62' |       | 48' Edgar Sevikjan | Boris Paitsjadzestadion, Tbilisi Toeschouwers: 47.903 Scheidsrechter: Anthony Taylor (ENG) Video-assistent: Darren England (ENG) |

|                                                                     |                       |       |         |                                                                                             |
| 5 juni Vriendschappelijk № 296 «onderlinge duels» 20:00 uur (UTC+4) | Georgië               | 1 – 0 | Faeröer | Boris Paitsjadzestadion, Tbilisi Toeschouwers: 17.645 Scheidsrechter: Jasper Vergoote (BEL) |
| 5 juni Vriendschappelijk № 296 «onderlinge duels» 20:00 uur (UTC+4) | Loeka Lotsjosjvili 9' |       |         | Boris Paitsjadzestadion, Tbilisi Toeschouwers: 17.645 Scheidsrechter: Jasper Vergoote (BEL) |

|                                                                     |                       |       |                 |                                                                                               |
| 8 juni Vriendschappelijk № 297 «onderlinge duels» 20:00 uur (UTC+4) | Georgië               | 1 – 1 | Kaapverdië      | Ramaz Sjengeliastadion, Koetaisi Toeschouwers: 14.700 Scheidsrechter: Henrik Nalbandjan (ARM) |
| 8 juni Vriendschappelijk № 297 «onderlinge duels» 20:00 uur (UTC+4) | Saba Lobjanidze 45+1' |       | 78' Ryan Mendes | Ramaz Sjengeliastadion, Koetaisi Toeschouwers: 14.700 Scheidsrechter: Henrik Nalbandjan (ARM) |

|                                                                                |         |   |         |                                                                              |
| 4 september WK-kwalificatie Groep E № 298 «onderlinge duels» 20:00 uur (UTC+4) | Georgië | – | Turkije | Boris Paitsjadzestadion, Tbilisi Toeschouwers: n.n.b. Scheidsrechter: n.n.b. |
| 4 september WK-kwalificatie Groep E № 298 «onderlinge duels» 20:00 uur (UTC+4) |         |   |         | Boris Paitsjadzestadion, Tbilisi Toeschouwers: n.n.b. Scheidsrechter: n.n.b. |

|                                                                                |         |   |           |                                                                              |
| 7 september WK-kwalificatie Groep E № 299 «onderlinge duels» 17:00 uur (UTC+4) | Georgië | – | Bulgarije | Boris Paitsjadzestadion, Tbilisi Toeschouwers: n.n.b. Scheidsrechter: n.n.b. |
| 7 september WK-kwalificatie Groep E № 299 «onderlinge duels» 17:00 uur (UTC+4) |         |   |           | Boris Paitsjadzestadion, Tbilisi Toeschouwers: n.n.b. Scheidsrechter: n.n.b. |

|                                                                               |        |   |         |                                                                                   |
| 11 oktober WK-kwalificatie Groep E № 300 «onderlinge duels» 20:45 uur (UTC+2) | Spanje | – | Georgië | Estadio Manuel Martínez Valero, Elche Toeschouwers: n.n.b. Scheidsrechter: n.n.b. |
| 11 oktober WK-kwalificatie Groep E № 300 «onderlinge duels» 20:45 uur (UTC+2) |        |   |         | Estadio Manuel Martínez Valero, Elche Toeschouwers: n.n.b. Scheidsrechter: n.n.b. |

|                                                                               |         |   |         |                                                    |
| 14 oktober WK-kwalificatie Groep E № 301 «onderlinge duels» 21:45 uur (UTC+3) | Turkije | – | Georgië | n.n.b. Toeschouwers: n.n.b. Scheidsrechter: n.n.b. |
| 14 oktober WK-kwalificatie Groep E № 301 «onderlinge duels» 21:45 uur (UTC+3) |         |   |         | n.n.b. Toeschouwers: n.n.b. Scheidsrechter: n.n.b. |

|                                                                                |         |   |        |                                                                              |
| 15 november WK-kwalificatie Groep E № 302 «onderlinge duels» 21:00 uur (UTC+4) | Georgië | – | Spanje | Boris Paitsjadzestadion, Tbilisi Toeschouwers: n.n.b. Scheidsrechter: n.n.b. |
| 15 november WK-kwalificatie Groep E № 302 «onderlinge duels» 21:00 uur (UTC+4) |         |   |        | Boris Paitsjadzestadion, Tbilisi Toeschouwers: n.n.b. Scheidsrechter: n.n.b. |

|                                                                                |           |   |         |                                                                                   |
| 18 november WK-kwalificatie Groep E № 303 «onderlinge duels» 21:45 uur (UTC+2) | Bulgarije | – | Georgië | Vasil Levski Nationaal Stadion, Sofia Toeschouwers: n.n.b. Scheidsrechter: n.n.b. |
| 18 november WK-kwalificatie Groep E № 303 «onderlinge duels» 21:45 uur (UTC+2) |           |   |         | Vasil Levski Nationaal Stadion, Sofia Toeschouwers: n.n.b. Scheidsrechter: n.n.b. |

GFF · A-internationals · Bondscoaches · Statistieken · Georgisch vrouwenelftal · Georgië U21 · Georgië U20 · Georgië U19 · Georgië U18 · Georgië U17 · Georgië U16
1990 – 1999 ·
2000 – 2009 ·
2010 – 2019 ·
2020 − 2029
EK 2024
1990 · 
1991 · 
1992 · 
1993 · 
1994 · 
1995 · 
1996 · 
1997 · 
1998 · 
1999 · 
2000 · 
2001 · 
2002 · 
2003 · 
2004 · 
2005 · 
2006 · 
2007 · 
2008 · 
2009 · 
2010 · 
2011 · 
2012 · 
2013 · 
2014 · 
2015 ·
2016 ·
2017 ·
2018 ·
2019 ·
2020 ·
2021 ·
2022 ·
2023 ·
2024 ·
2025
Albanië ·
Andorra ·
Armenië ·
Azerbeidzjan ·
Bosnië en Herzegovina ·
Bulgarije ·
Cyprus ·
Denemarken ·
Duitsland ·
Egypte ·
Engeland ·
Estland ·
Faeröer ·
Finland ·
Frankrijk ·
Gibraltar ·
Griekenland ·
Hongarije ·
Ierland ·
IJsland ·
Iran ·
Israël ·
Italië ·
Jordanië ·
Kaapverdië ·
Kameroen ·
Kazachstan ·
Kosovo ·
Kroatië ·
Letland ·
Libanon ·
Liechtenstein ·
Litouwen ·
Luxemburg ·
Malta ·
Marokko ·
Moldavië ·
Mongolië ·
Montenegro · 
Nederland ·
Nieuw-Zeeland ·
Nigeria ·
Noord-Ierland ·
Noord-Macedonië ·
Noorwegen ·
Oekraïne ·
Oezbekistan ·
Oostenrijk ·
Paraguay ·
Polen ·
Portugal ·
Qatar ·
Roemenië ·
Rusland ·
Saint Kitts en Nevis ·
Saoedi-Arabië ·
Schotland ·
Servië ·
Slovenië ·
Slowakije ·
Spanje ·
Thailand ·
Tsjechië ·
Tunesië ·
Turkije ·
Uruguay ·
Verenigde Arabische Emiraten ·
Wales ·
Wit-Rusland ·
Zuid-Afrika ·
Zuid-Korea ·
Zweden ·
Zwitserland
CONMEBOL: Argentinië · Bolivia · Brazilië · Chili · Colombia · Ecuador · Paraguay · Peru · Uruguay · Venezuela

UEFA: Albanië · Andorra · Armenië · Azerbeidzjan · België · Bosnië en Herzegovina · Bulgarije · Cyprus · Denemarken · Duitsland · Engeland · Estland · Faeröer · Finland · Frankrijk · Georgië · Gibraltar · Griekenland · Hongarije · IJsland · Ierland · Israël · Italië · Kazachstan · Kosovo · Kroatië · Letland · Liechtenstein · Litouwen · Luxemburg · Malta · Moldavië · Montenegro · Nederland · Noord-Ierland · Noord-Macedonië · Noorwegen · Oekraïne · Oostenrijk · Polen · Portugal · Roemenië · Rusland · San Marino · Schotland · Servië · Slovenië · Slowakije · Spanje · Tsjechië · Turkije · Wales · Wit-Rusland · Zweden · Zwitserland

AFC: Australië · China · Irak · Iran · Japan · Libanon · Oezbekistan · Oman · Qatar · Saoedi-Arabië · Syrië · Verenigde Arabische Emiraten · Vietnam · Zuid-Korea

CAF: Algerije · Burkina Faso · Congo-Kinshasa · Egypte · Ghana · Ivoorkust · Kaapverdië · Kameroen · Mali · Marokko · Nigeria · Senegal · Tunesië · Zuid-Afrika

CONCACAF: Canada · Costa Rica · Curaçao · El Salvador · Honduras · Jamaica · Mexico · Panama · Suriname · Verenigde Staten

OFC: Nieuw-Zeeland